# Melchior Guilandinus

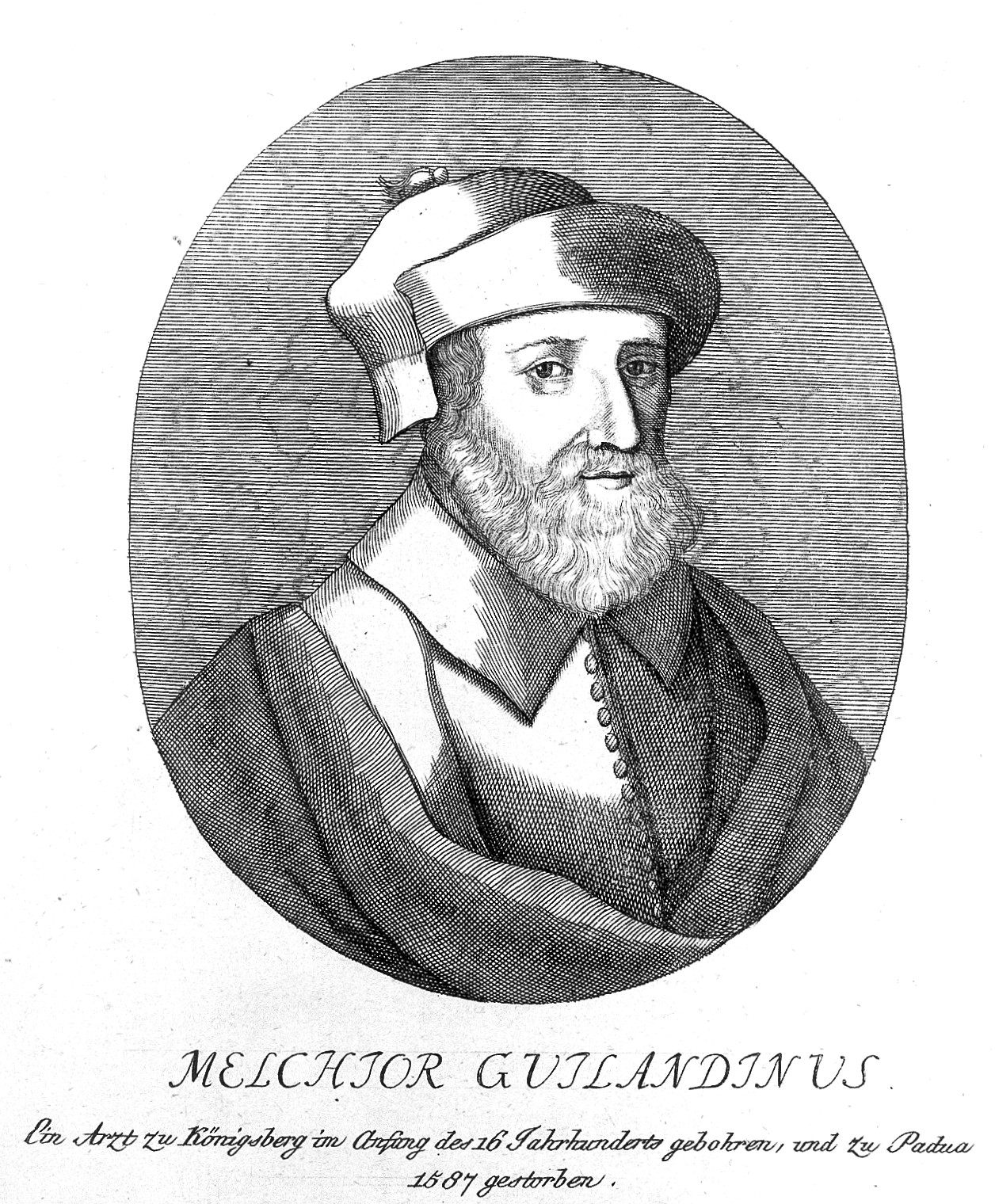
Melchior Guilandinus

Melchior Guilandinus (ur. 1520 w Malborku lub Królewcu, zm. 1589) – botanik, lekarz, podróżnik.
W 1544 rozpoczął studia w Królewcu, a następnie przeniósł się do Padwy, gdzie uczęszczał na studia od 1554 do 1558. W 1560 został kierownikiem ogrodu botanicznego w Padwie. W 1562 wyruszył na wyprawę naukową do Egiptu i Palestyny. Podczas następnej wyprawy, tym razem do Indii, został pojmany przez arabskich piratów; po wykupieniu powrócił w 1564 do Padwy. Następnie powrócił na pozycję kierownika padwańskiego ogrodu botanicznego, którą to funkcję pełnił do końca życia. Wykładał również botanikę oraz medycynę. 